# Supervixen
«Supervixen» es una canción de la banda estadounidense/escocesa Garbage, que aparece como la canción de apertura de su álbum debut homónimo, y fue lanzado solamente como sencillo radial en Norteamérica, en octubre de 1996
.
Supervixen fue el título de la película Supervixens de 1975, del director Russ Meyer.

## Canción
Supervixen fue escrito por Garbage en 1994 durante las sesiones entre los miembros de la banda Butch Vig, Duke Erikson, Shirley Manson y Steve Marker en Smart Studios en Madison, Wisconsin. El músico estadounidense Mike Kashou tocó el bajo en Supervixen. Gran parte de la canción fue construida alrededor de silencios repetidos salpicados a lo largo de las secciones y masterizaciones, de modo que los silencios, naturalmente, se registraron más abruptamente. La idea de los silencios se produjo cuando la cinta de seguimiento mantuvo slipping durante la mezcla.
Líricamente, Manson dice que Supervixen tiene que ver con decir "me idolatras, te voy a dar todo lo que quieras, pero tienes que hacer algo a cambio". Es una canción acerca de una relación de negociación.

## Lanzamiento
Una versión "radio edit" de Supervixen fue publicado en las estaciones de las radios de rock moderno en 1996. Entró a las listas de KROQ, pero a pesar de esto, la canción no logró entrar a las listas de Billboard.
A finales de 1995, en la época del "estreno" de Garbage en Europa, un disco promocional de Queer fue emitida en España por BMG, que también incluía a Supervixen.

## Recepción de la crítica
Supervixen recibió una respuesta muy positiva de los críticos de música, muchos de ellos optaron por destacar el tema en sus comentarios del álbum Garbage.
Peter Murphy de Bauhaus escribió Supervixen en su biografía para Absolute Garbage, señalando: "La canción usa el silencio de una manera que nunca había oído antes. Cuando la música se detuvo, no fue una pausa por efecto. No se hace buches de platillos residulaes o de reverberación o tarareos de amplificador, el silencio era total. Es en serio. Era una especie de implosión en un agujero negro en el que temía que su alma podría ser aspirada".

## Producción
- Shirley Manson – Voz, Guitarra
- Steve Marker – guitarras, Bajo, samples y loops
- Duke Erikson – guitarras, Teclados, seis-cadenas y Efectos
- Butch Vig – Batería, loops, ruidos y Efectos de Sonido

Músicos Adicionales
- Mike Kashou – bajo

Publicación
- Escrito por Garbage
- Copyright 1995 Vibecrusher Music / Irving Music, Inc (BMI) / Deadarm Music (ASCAP)

Producción
- Grabado & producido por Garbage
- Grabado en Smart Studios en Madison, Wisconsin, USA
- Segundo ingeniero: Mike Zirkel
- Masterizado por: Howie Weinberg (Masterdisk)
- Edición & posproducción: Scott Hull (Masterdisk)